# Karl Wald
Karl Wald (Francoforte sul Meno, 17 febbraio 1916 – Penzberg, 26 luglio 2011) è stato un arbitro di calcio tedesco.
È attribuita a lui l'invenzione dei tiri di rigore.

## Carriera
Karl acquisì nel 1936 la licenza arbitro.
Durante la seconda guerra mondiale venne fatto prigioniero in Inghilterra. Sostituendo un arbitro inglese a causa del suo scarso rendimento, ha condotto numerose partite di calcio militari.
In Germania, ancor prima della fondazione della Bundesliga, arbitrò nella Oberliga Süd, il massimo campionato tedesco di quel tempo. Quando raggiunse l'età di 47 anni nel 1963, allora limite di età per gli arbitri, è stato impiegato in campionato solo come giudice di linea.
L'invenzione dei tiri di rigore espletati dopo i tempi supplementari nei casi di parità è attribuita a lui. Quando furono proposti alla Federcalcio Bavarese nel 1970, vennero prima bocciati ma in seguito approvati. Poco tempo dopo, anche la Federcalcio tedesca accettò la proposta, seguita poi da UEFA e FIFA.